# Џон Пол Џоунс (музичар)
Џон Ричард Болдвин (енгл. John Richard Baldwin; 3. јануар 1946), познатији под именом Џон Пол Џоунс (енгл. John Paul Jones), је енглески мулти-инструменталиста, текстописац, композитор, аранжер и музички продуцент. Најпознатији је као басиста, клавијатуриста и ко-текстописац енглеске рок групе Лед цепелин, а Џон Пол је од тада развио и соло каријеру. Као свестран музичар, Џон свира оргуље, гитару, кото, мандолину, ауто-харфу, виолину, укулеле, ситар, чело, као и многе друге инструменте.
По сајту AllMusic, Џоунс је "оставио свој траг на историју рокенрол музике као иновативни музичар, аранжер и продуцент". Џоунс је био члан бенда Them Crooked Vultures са Џош Хомом и Дејв Гролом у ком је свирао бас, клавијатуре и друге инструменте. 2014. га је магазин Пасте поставио на прво место листе "20 најпотцењенијих басиста".

## Биографија

### Младост
Џон Волдвин је рођен у Сидкапу, Кент. Почео је да свира клавир са шест година, учио га је отац, Џо Болдвин, пијаниста и аранжер за велике бендове током 1940-их и 1950-их, као што је Амбросе Оркестар. Његова мајка је такође била у музичкој индустрији, што је омогућило породици да често има турнеје по Енглеској као водвиљ. На њега су утицали од блуза "Великог" Била Брунзија, преко џеза Чарлса Мингуса, до класичне музике Сергеја Рахмањинова.
Пошто су његови родитељи често били на турнејама, Џоунс је у младости послат у интернат. Он је био студент на Христовом колеџу у Блекхарту, Лондон, где је формално студирао музику. Када је имао 14 година, Џоунс је постао вођа хора и оргуљаша у локалној цркви и током те године, купио је своју прву бас гитару, Dallas Tuxedo електричну гитару чврстог тела, затим више басова које је често мењао док није коначно купио, 1962, Fender Jazz Bass које је користио све до 1976. Течно свирање чикашког музичара Фила Апчурча на његовом албуму You Can't Sit Down, који укључује незабораван соло на басу, наводи се као Џоунсова инспирација за свирање на овом инструменту.

## Лед цепелин

### Оснивање
Током рада као свирач на музичким сесијама, Џоунс је често сарађивао са гитаристом Џими Пејџом, ветераном сесија. У јуну 1966, Пејџ се придружио Јардбердсима, а 1967. Џоунс је сарађивао са њима на албуму Little Games. Следеће зиме, током сесија за Донованов The Hurdy Gurdy Man, Џоунс је Пејџу изразио жељу да буде део свих пројеката које гитариста можда планира. Касније те године, Јардбердс се распао, остављајући Пејџа и басисту Криса Дреја да заврше претходно заказане наступе Јардбердса у Скандинавији. Пре него што се нови бенд окупио, Дреја се заинтересовао за фотографију, због чега је и напустио Пејџа. Џоунс је, по предлозима своје супруге, питао Пејџа за празан положај, а гитариста је жељно позвао Џоунса да сарађује. Пејџ касније објашњава:
Радио сам на сесијама за Доновановог The Hurdy Gurdy Man, а Џон Пол Џоунс је гледао музичке аранжмане. Током паузе, питао ме је да ли могу да користим басисту у новој групи коју сам формирао. Имао је добру музичку обуку, и имао је сјајне идеје. Искористио сам ту шансу да га добијем.

Вокалиста Роберт Плант и бубњар Џон Бонам су се придружили двојцу како би формирали квартет. У почетку су названи "Нови Јардбердси", због наступа у Скадинавији. Бенд је убрзо постао познат као Лед Цепелин.